# ستيوارت غيلمور
ستيوارت غيلمور (بالإنجليزية: Stuart Gilmour)‏ هو لاعب كرة قدم بريطاني، ولد في 17 أغسطس 1977 في Broxburn ‏ في المملكة المتحدة. لعب مع دندي يونايتد.

## وصلات خارجية
- ستيوارت غيلمور على موقع Soccerbase.com (لاعب) (الإنجليزية)